# Компютърно пространство
„Компютърно пространство“ е международен фестивален форум на компютърните изкуства, съвременните електронни медии и комуникации, който се провежда в София ежегодно от 1989 г.
Организира се от Студентското общество за компютърно изкуство (СОКИ). Парнтьори през годините са били: ЮНЕСКО, Министерството на образованието и науката, Министерството на финансите, Централният военен клуб, Националният студентски дом, Чешкият културно-информационен център в София, Гьоте институт, официалните представители на Microsoft и Apple за България, фондация „Еврика“. От 2003 до 2006 г. фестивалът се провежда под патронажа на президента Георги Първанов.
Централни теми на форума са компютърната анимация, компютърната графика, електронната музика, офлайн и онлайн мултимедията, уеб дизайнът. През годините в „Компютърно пространство“ са взели участие повече от 8000 проекта, представени от индивидуални участници и организации, измежду които водещи университетски центрове и студиа за съвременни изкуства и медии. Председател на организационния комитет и съосновател на форума е Росен Петков.